# Flechette

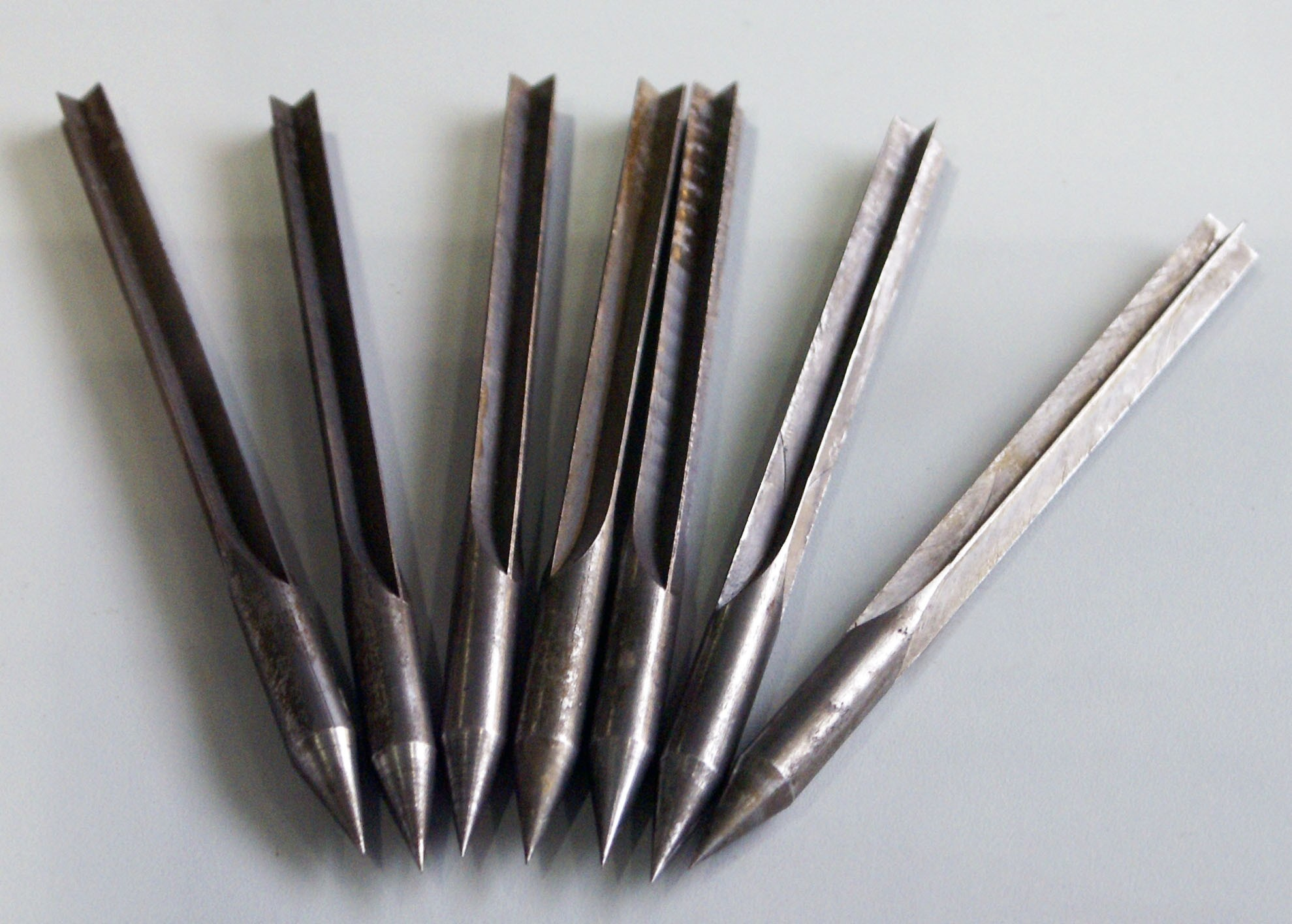
Flechetteprojektiler från första världskriget.

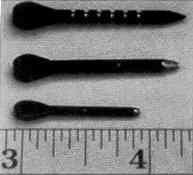
Amerikanska flechettes (skala i tum)

Flechette (franska fléchette, liten pil) är en ammunitionstyp för militärt bruk.

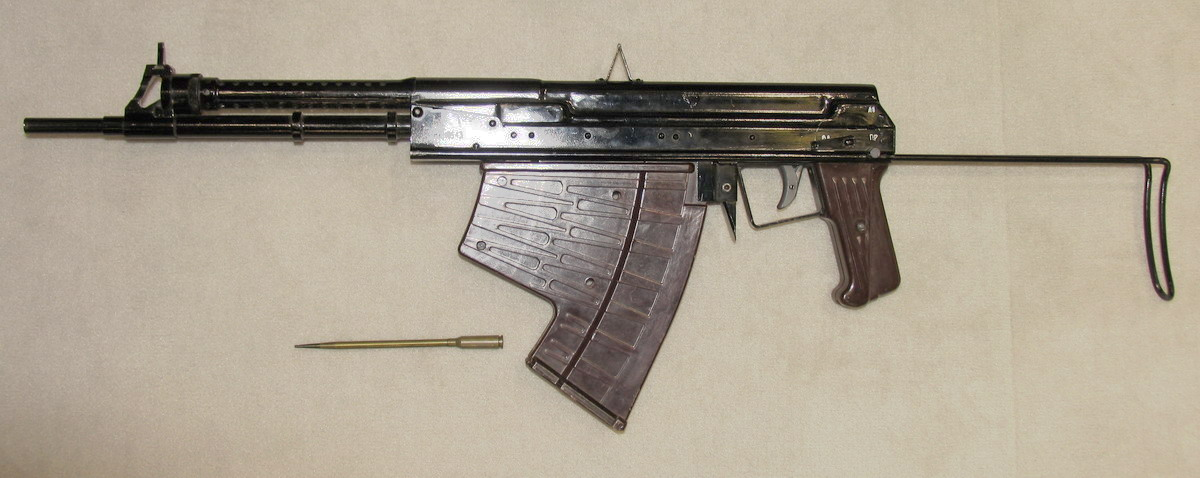
Avtomat Podvodny Spetsialnyy, ett sovjetiskt undervattensgevär med flechetteammunition

Ammunitionen är avsedd för personmål och består av ett stort antal projektiler (flechetter) som skjuts iväg med hjälp av en kanon. Projektilerna kan skjutas över långa avstånd och sprids över en stor yta. Det finns även tyngre varianter av flechette, främst avsedda för att slå ut bepansrade mål som till exempel stridsvagnar. Den tyngre varianten benämns underkalibrig ammunition, i vilken en förstorad flechette insätts i en krage kallad drivspegel som har en diameter samma som eldröret.